# Jawa 660

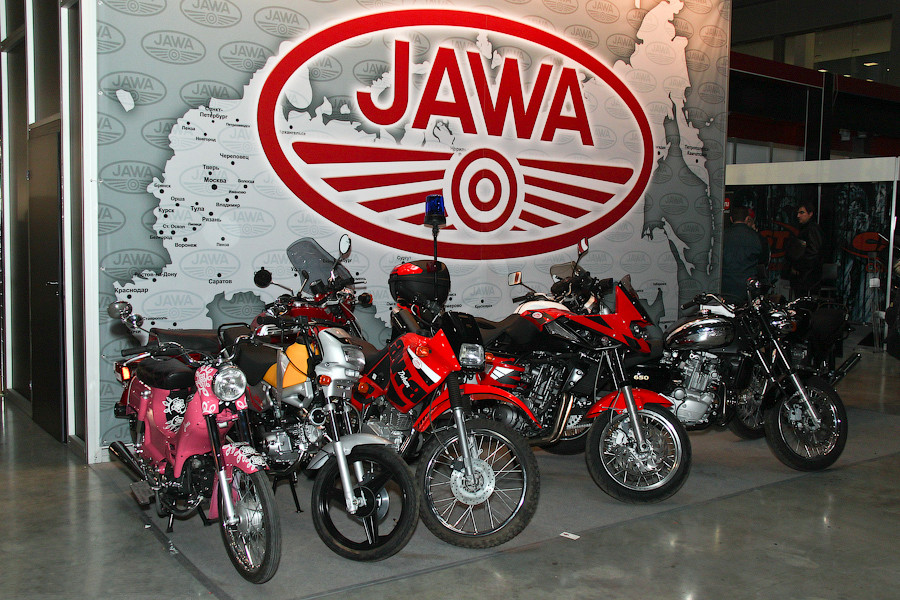
Jawa 660 Sportard (červená vpravo) v modelové řadě Jawy v roce 2011

Jawa 660 je motocykl, vyvinutý firmou Jawa, vyráběný mezi roky 2011 a 2017. Předchůdcem byl model Jawa 650. Motocykl je vyráběn ve dvou provedeních: Jawa 660 Sportard a Jawa 660 Vintage. Vintage byl retro verzí vyráběnou od roku 2017 v designu Jawy 350/634.

## Popis motocyklu
Původně se jedná o přímého následovníka typu Jawa 650 Dakar, který továrna vyrobila ve velmi omezeném počtu. Oproti původnímu konvenčnímu vzhledu a typizaci motocyklů tak vznikla zcela nová kategorie Sportovní Motard. Z tohoto typu zdědil Sportard většinu designu kapotáže a agresivní vzhled přední masky, kde bylo použito na svou dobu nevídané konstrukce tří projektorových světlometů – tzv. čoček. Další konstrukční změnou oproti předcházejícím řadám motocyklů Jawa je použití centrálního tlumiče pérování značky Bitubo. Toto konstrukční řešení bylo taktéž ověřeno v předcházejícím typu Dakar. Na rozdíl od něj bylo v jeho nástupci použito hliníkové kyvné vidlice italského výrobce Verlicchi. Posléze / kolem výrobního čísla 60 / byl zadán vývoj vlastní ocelové kyvné vidlice. Ta je na motocykly osazována doposud v provedení černý/stříbrný komaxit. Hliníková vidlice svým vzhledem kartáčovaného hliníku elegantně doplňovala siluetu motocyklu. Konstrukce palivové nádrže u modelu Adenium/Sportard byla zděděna z typu 350/640 pocházejícího z počátku devadesátých let. Konstrukce palivové nádrže v modelu Vintage je pak kombinace bočních částí lisovaných na původní formě z modelu 634 a doplněna dovařením středové části pro rozšíření nádrže a instalaci palivového čerpadla. Samostatnou kapitolou je použití italského motoru o objemu 660 cm³, který výrobce Minarelli prodával jako OEM pro další výrobce – montován byl pak zejména výrobci Aprilia, Yamaha, Jawa. Nejznámějším z nich je XT660 výrobce Yamaha. Motor původně splňoval normu Euro2, pro kterou byl také odladěn bez použití lambda sondy a spolehlivě fungoval. Poté byla uvedena verze Euro3, pro kterou byla nutně instalována lambda sonda a v počátcích měl motocykl v této úpravě velmi nekultivovaný chod, objevilo se ve velké míře tzv. cukání. To vyřešila až aktualizace palivových a předstihových map v dalších verzích jednotky. Přední teleskopické tlumiče byly použity z modelu Jawa 650, kde poprvé nahradily původní československé tlumiče, používané od osmdesátých let. Další ze zajímavostí motocyklu je brzdová soustava. Na zadním kole jest nezvykle použito radiálního čtyřpístku a 220mm kotouče, na předním kole poté dvou kotoučů o průměru 305mm a dvou dvoupístkových brzdičů. 
Existují tři varianty motocyklů :
Jawa 660 Sportard – původní provedení, motocykl má obě 17" kola. Zadní kolo o šířce 140 nebo 150 mm. 
Jawa 660 Adenium – přední kolo 19", změnami prošel padací rám, vyšší přední plexisklo, hlavní stojan, zadní diodové světlo a nosiče bočních kufrů.
Jawa 660 Vintage – retro model navazující na řadu 634. Osazen stejnými koly jako model Adenium. 
Jawa 660 byla homologovaná ve zvláštním režimu malé série v počtu 200 kusů, proto se motocykl stal už během své výroby sběratelským kouskem. Vintage přišel až ke konci platnosti normy Euro 3 a to jen v limitované původně plánované šedesátikusové sérii. Vyrobilo se celkem 200 motocyklů, z toho 80 ve verzi Vintage. Jelikož 660 nesplňuje normu Euro 4, ještě v roce 2018 se už doprodávaly jen poslední kusy v rámci výjimky staré homologace.

## Technické parametry
- Motor: Minarelli SOHC, kapalinou chlazený čtyřtaktní jednoválec se vstřikováním EFI
- Zdvihový objem: 660 cm³
- Maximální výkon: 36 kW při 6000 ot./min
- Max. kroutící moment: 58 Nm při 5500 ot./min
- Norma: Euro 3
- Rám: ocelový, trubkový
- Rozvor: 1497 mm
- Převodovka: pětistupňová
- Kola: 17", přední 120 (130)/70 a zadní 150 (180)/70 (60)
- Brzdy: vzadu kotouč 220 mm, vpředu 2 kotouče 305 mm
- Suchá hmotnost: 189 kg
- Objem nádrže: 15 l
- Maximální rychlost: 170 km/h[6]
- Spotřeba paliva: 4,5 l/100 km
- Zrychlení 0–100 km/h: 5 s[7]